# Friedrich Noltenius
Friedrich Theodor Noltenius (ur. 8 stycznia 1894, zm. 12 marca 1936) – niemiecki as myśliwski z czasów I wojny światowej z 21 potwierdzonymi zwycięstwami powietrznymi. Należał do elitarnego grona Balloon Buster.

## Życiorys
Urodził się w Bremie. Był synem profesora medycyny. Po ukończeniu gimnazjum rozpoczął studia medyczne. Z powodu wybuchu wojny przerwał jednak naukę i 4 sierpnia 1914 roku ochotniczo wstąpił do armii. Został przydzielony do 13 Pułku Artylerii Polowej (Feldartillerie-Regiment „König Karl“ (1. Württenbergisches) Nr. 13). W jego szeregach brał udział w walkach na froncie wschodnim, między innymi w walkach pod Warszawą w lipcu i sierpniu 1915 roku. W tym samym roku walczył w Serbii, a na początku 1916 roku wziął również udział w walkach pod Ieper i nad Sommą.
3 listopada 1917 roku został przeniesiony do lotnictwa i rozpoczął szkolenie w Fliegerersatz Abteilung Nr. 1. Po przejściu szkolenia wstępnego został skierowany na szkolenie praktyczne do Fliegerersatz Abteilung Nr. 10 do Böblingen. Następnie przeszedł szkolenie praktyczne w AFP 7 oraz praktykę w jednostce obserwacyjnej artylerii FAA234. W końcu czerwca 1918 roku przeszedł szkolenie z pilotażu samolotów myśliwskich w Jastaschule II w Nivelles. Wkrótce potem został przydzielony do należącej do JG III eskadry myśliwskiej Jagdstaffel 27.
Pierwsze zwycięstwo powietrzne odniósł 10 sierpnia 1918 roku nad samolotem Sopwith Dolphin z dywizjonu 87 RAF. Szybko stał się jednym z najlepszych pilotów Jagdstaffel 27, odnosząc w ciągu sześciu tygodni 13 potwierdzonych zwycięstw powietrznych (wliczając zestrzelenie 4 balonów obserwacyjnych). 27 września został przeniesiony do Jagdstaffel 6, gdzie służył do 19 października, odnosząc kolejna dwa zwycięstwa. Jednym z nich było zniszczenie kolejnego, piątego już, balonu obserwacyjnego. Dzięki niemu Noltenius uzyskał zaszczytny tytuł Balloon Buster (pogromcy balonów).
W związku z bardzo konfliktowym charakterem został przeniesiony do Jagdstaffel 11, w której służył do końca wojny, uzyskując 4 listopada ostatnie zestrzelenie. Wypełnił warunki uprawniające do otrzymania Pour le Mérite, ale przeszkodził w tym koniec wojny.
Po zakończeniu I wojny światowej Friedrich Theodor Noltenius brał udział w walkach z komunistami, a następnie pracował jako lekarz. W latach 1923–1933 razem z rodziną przebywał w Południowej Afryce.
Do Niemiec powrócił w 1933 roku i ponownie wstąpił do lotnictwa. Pracował jako pilot doświadczalny. W czasie testowania samolotu Bücker Bü 131, w momencie kolejnego startu samolot stracił moc i rozbił się na lotnisku Johannisthal w Berlinie. Noltenius zmarł w czasie transportu do szpitala.

## Odznaczenia
- Królewski Order Rodu Hohenzollernów
- Krzyż Żelazny I Klasy
- Krzyż Żelazny II Klasy